# Matthew Brammeier
Matthew "Matt" Brammeier (Liverpool, Anglaterra, 7 de juny de 1985) és un ciclista irlandès, d'origen anglès, professional des del 2011, i que actualment corre a l'equip Aqua Blue Sport.
Brammeier va començar a córrer amb els colors del Regne Unit. A partir de la temporada 2009-210 va escollir la nacionalitat irlandesa. Del seu palmarès destaquen els cinc títols nacionals, quatre en ruta i un en contrarellotge. També competeix en algunes proves en ciclisme en pista.
Està casat amb la també ciclista Nikki Harris.

## Palmarès
- 2003
  -  Campió del Regne Unit júnior en ruta
- 2007
  -  Campió del Regne Unit sub-23 en contrarellotge
- 2010
  -  Campió d'Irlanda en ruta
- 2011
  -  Campió d'Irlanda en ruta
  -  Campió d'Irlanda en contrarellotge
- 2012
  -  Campió d'Irlanda en ruta
- 2013
  -  Campió d'Irlanda en ruta
- 2015
  - Vencedor d'una etapa de la Ster ZLM Toer